# TV Słupsk w sieci Vectra
TV Słupsk – komercyjna telewizja regionalna obejmująca zasięgiem Słupsk, Ustkę, Sławno i Lębork, z siedzibą główną w Słupsku przy ul. Jana Pawła II 1 (VIIp.). Telewizja dostępna jest wyłącznie w kablowej i cyfrowej ofercie sieci Vectra. Stacja telewizyjna w obecnym kształcie (obecny właściciel) istnieje od 2002 roku; od początku jej trzon stanowiły osoby, które w latach 90. współtworzyły pierwsze telewizje lokalne, nadające w regionie słupskim.

## Historia
Pierwsze programy lokalne w słupskich sieciach kablowych: Vectra i BTTT pojawiły się w roku 1993. Nadawane na początku nieregularnie, już w roku 1994 przyjęły formę ukazujących się trzy razy w tygodniu trzydziestominutowych bloków programowych, zawierających serwisy informacyjne oraz reportaże z wydarzeń na terenie miasta.
W grudniu roku 1997, kilka miesięcy po połączeniu się dwóch sieci kablowych, rozpoczęte zostało nadawanie stałego bloku programowego pod nazwą TV Vectra Słupsk. Nadawany w poniedziałki, środy i piątki program składał się z serwisu informacyjnego "Obserwator", magazynu publicystycznego i audycji reportażowych. W kwietniu 1998 roku TV Vectra Słupsk zwiększyła produkcję audycji, rozpoczynając nadawanie trzydziestominutowego, premierowego programu pięć dni w tygodniu, o godzinie 17.15, z powtórką o godzinie 22.00. Poza programem słupskim na tym samym kanale oglądać można było filmy i audycje kanału ATV. W roku 1999 w programie lokalnym pojawiły się nowe audycje kulturalne i dokumentalne, a czas nadawania został wydłużony o 15 minut (godz. 17.15 – program premierowy 30 minut; godz. 20.15 – program premierowy 15 minut + powtórka serwisu informacyjnego; godz. 22.00 – powtórka z godziny 17.15). TV Vectra Słupsk ostatni program wyemitowała 30 maja 2000 roku. Funkcje redaktorów naczelnych pełnili w niej kolejno: Agnieszka Klawinowska (1997-1998), Iwona Wołowska (1998-1999) i Andrzej Gross (1999-2000).
Od czerwca 2000 roku producentem programu lokalnego dla sieci Vectra była Agencja Dziennikarska "JAR-PRESS", która przyjęła nazwę programu: TV Słupsk. Do końca maja 2002 roku stacja produkowała i nadawała czterdziestopięciominutowy program lokalny, ukazujący się od poniedziałku do soboty w godzinach 17.15 – 18.00, z powtórką o godzinie 22.00. Redaktorem naczelnym stacji był Jarosław Matul.
31 maja 2002 roku nadany został pierwszy program lokalny nowego producenta: Studia Produkcji Telewizyjnej i Reklamy "OSKAR".

## TV Słupsk w sieci Vectra
Początkowo stacja produkowała godzinny program lokalny, ukazujący się od poniedziałku do soboty w godzinach 17.15 – 18.00, z powtórką o godzinie 22.00. Od października 2002 roku godzinny program lokalny, zawierający serwis informacyjny, cykliczne audycje dokumentalne, sportowe i rozrywkowe i reportaże nadawany był w systemie wielokrotnego powtórzenia (tzw. "pętli programowej"), czternaście godzin na dobę. Ostatecznie stacja zwiększyła godziny nadawania do pełnej doby. Przez blisko cztery lata telewizja produkowała program lokalny na zlecenie operatora kablowego, firmy Vectra S.A. W tym czasie produkcja obejmowała odrębne programy lokalne i kanały planszowe dla Słupska, Ustki i Wejherowa (po zakończeniu nadawania przez Telewizję ECHO). 18 maja 2006 roku stacja otrzymała samodzielną koncesję Krajowej Rady Radiofonii i Telewizji na nadawanie w sieci Vectra programu lokalnego w Słupsku i Ustce. Profil programu określony został jako informacyjno-publicystyczny. Przyjmując ostatecznie nazwę "TV Słupsk w sieci Vectra" stacja wycofała się z prowadzenia oddziału w Wejherowie (obecnie TV Kaszuby), a wśród jej planowanych działań znalazły się: rozszerzenie czasu nadawania do dwudziestu czterech godzin na dobę (wprowadzone jeszcze w roku 2006), oraz rozszerzenie zasięgu na Sławno (ostatecznie zrealizowane w roku 2009). W roku 2006 stacja rozszerzyła formułę współpracy z nadawcami lokalnymi na terenie całej Polski, rozpoczynając emisję wspólnego pasma programowego "VECTRAMEDIA". W połowie roku 2008, decyzją operatora – firmy Vectra S.A. TV Słupsk w sieci Vectra została pierwszym w Polsce programem lokalnym, dostępnym w odbiorze cyfrowym. Obecnie stacja nadaje sześćdziesięciominutowy program premierowy siedem dni w tygodniu, z wielokrotnym powtórzeniem, w systemie dwudziestoczterogodzinnym. Program jest wspólny dla całego zasięgu telewizji, tj. Słupska, Ustki, Sławna i Lęborka. Audycje TV Słupsk w sieci Vectra oglądać można także w paśmie programowym "VECTRAMEDIA", obejmującym ponad 80 miast w całej Polsce. Funkcje redaktorów naczelnych pełnili w TV Słupsk w sieci Vectra kolejno: Andrzej Gross (2002-2003 i 2004-2009), Jacek Żukowski (2003-2004), Małgorzata Maciejuk (od XII. 2009 – obecnie). Od roku 2009 w siedzibie, w Słupsku, funkcję kierowników redakcji pełnili kolejno: Karolina Pioterek (2009 – 2010), Agnieszka Lademan (2010 – 2011), Bożena Bugańska (2011 – obecnie).
TV Słupsk w sieci Vectra dwukrotnie nominowana była do nagrody "Kryształowego Ekranu" ogólnopolskiego konkursu telewizji lokalnych: "To nas dotyczy": w roku 2004 za cykl audycji muzycznych Andrzeja Grossa "Tylko o mnie" (w kategorii "Wywiad") oraz w roku 2008 za reportaż Tomasza Częścika "Kozi biznes" (w kategorii "Krótka forma telewizyjna/reportaż), programy TV Słupsk w sieci Vectra, m.in. "Obserwator" – serwis informacyjny pod redakcją Tomasza Częścika, "Magazyn Ustecki" – magazyn informacyjny pod redakcją Tomasza Częścika, "Przegląd 14" – magazyn kulturalny pod redakcją Agnieszki Lademan i Andrzeja Grossa i "Tylko o mnie" – audycja muzyczna z udziałem Kayanisa znajdowały się także w pierwszych dziesiątkach preselekcji tego samego konkursu.
TV Słupsk w sieci Vectra jest członkiem Ogólnopolskiego Stowarzyszenia Telewizji Lokalnych "VECTRAMEDIA", nadającego wspólne okno programowe w ponad 70 telewizjach lokalnych na terenie całej Polski, oraz Polskiej Izby Komunikacji Elektronicznej.